# Вилберфорс (Охајо)
Вилберфорс (енгл. Wilberforce) насељено је место без административног статуса у америчкој савезној држави Охајо.

## Демографија
По попису из 2010. године број становника је 2.271, што је 692 (43,8%) становника више него 2000. године.
| Група             | 2000.         | 2010.         |
| Белци             | 175 (11,1%)   | 289 (12,7%)   |
| Афроамериканци    | 1.329 (84,2%) | 1.868 (82,3%) |
| Азијати           | 2 (0,1%)      | 3 (0,1%)      |
| Хиспаноамериканци | 20 (1,3%)     | 41 (1,8%)     |
| Укупно            | 1.579         | 2.271         |